# Prima Categoria Marche 1964-1965
Il campionato di calcio di Prima Categoria 1964-1965 è stato il V livello del campionato italiano. A carattere regionale, fu il sesto campionato dilettantistico con questo nome dopo la riforma voluta da Zauli del 1958.
Questi sono i gironi organizzati dal Comitato Regionale Marchigiano per la regione Marche.

## Girone A

### Squadre partecipanti
| Squadra                | Città (provincia)        | Stagione precedente |
| ---------------------- | ------------------------ | ------------------- |
| Ava Victoria           | Pesaro                   |                     |
| Pol. Cagliese          | Cagli (PS)               |                     |
| S.S. Enzo Andreanelli  | Ancona                   |                     |
| U.S. Falco             | Acqualagna (PS)          |                     |
| A.S. Falconarese       | Falconara Marittima (AN) |                     |
| U.S. Fermignanese      | Fermignano (PS)          |                     |
| S.S. Forsempronese     | Fossombrone (PS)         |                     |
| S.S. Matelica          | Matelica (MC)            |                     |
| C.S.I. Momet           | Fano (PS)                |                     |
| U.S. Osimana           | Osimo (AN)               |                     |
| S.S. Piano San Lazzaro | Ancona                   |                     |
| Stella Maris           | Falconara Marittima (AN) |                     |
| A.S. Urbino            | Urbino                   |                     |
| U.S. Vigor Senigallia  | Senigallia (AN)          |                     |

### Classifica finale
|  | Pos. | Squadra           | Pt | G  | V  | N | P  | GF | GS | DR |
|  | ---- | ----------------- | -- | -- | -- | - | -- | -- | -- | -- |
|  | 1.   | Urbino            | 41 | 26 | 17 | 7 | 2  | 59 | 22 |    |
|  | 2.   | Ava Victoria      | 40 | 26 | 16 | 8 | 2  | 47 | 21 |    |
|  | 3.   | Junior Ancona     | 32 | 26 | 13 | 6 | 7  | 46 | 36 |    |
|  | 4.   | Vigor Senigallia  | 31 | 26 | 13 | 5 | 8  | 35 | 24 |    |
|  | 5.   | Matelica          | 30 | 26 | 12 | 6 | 8  | 36 | 33 |    |
|  | 6.   | Falco Acqualagna  | 27 | 26 | 12 | 3 | 11 | 40 | 34 |    |
|  | 7.   | Osimana           | 26 | 26 | 11 | 4 | 11 | 31 | 35 |    |
|  | 8.   | CSI Momet Fano    | 25 | 26 | 8  | 9 | 9  | 25 | 26 |    |
|  | 9.   | Piano San Lazzaro | 24 | 26 | 8  | 8 | 10 | 24 | 26 |    |
|  | 9.   | Stella Maris      | 24 | 26 | 8  | 8 | 10 | 32 | 34 |    |
|  | 11.  | Cagliese          | 22 | 26 | 7  | 8 | 11 | 21 | 37 |    |
|  | 12.  | Forsempronese     | 20 | 26 | 8  | 4 | 14 | 31 | 44 |    |
|  | 13.  | Enzo Andreanelli  | 14 | 26 | 4  | 6 | 16 | 25 | 44 |    |
|  | 14.  | Fermignanese      | 8  | 26 | 2  | 4 | 20 | 19 | 55 |    |

Legenda:
      Ammesso alle finali regionali.
      Retrocesso in Seconda Categoria.
 Retrocesso e in seguito riammesso.
Regolamento:
Due punti a vittoria, uno a pareggio, zero a sconfitta.

## Girone B

### Squadre partecipanti
| Squadra                   | Città (provincia)        | Stagione precedente |
| ------------------------- | ------------------------ | ------------------- |
| G.S. Castelfidardo        | Castelfidardo (MC)       |                     |
| S.S. Corridonia           | Corridonia (MC)          |                     |
| A.S. Cuprense             | Cupra Marittima (AP)     |                     |
| A.C. Elpidiense           | Sant'Elpidio a Mare (AP) |                     |
| Giorgiana Macerata        | Macerata                 |                     |
| U.S. Loreto Calcio        | Loreto (AN)              |                     |
| Pol. Montefiore           | Montefiore dell'Aso (AP) |                     |
| S.S. Montegiorgio         | Montegiorgio (AP)        |                     |
| S.S. Portorecanati        | Porto Recanati (MC)      |                     |
| S.S. Potenza Picena       | Potenza Picena (MC)      |                     |
| S.S. Pro Calcio P. Pellei | Ascoli Piceno            |                     |
| U.S. Recanatese           | Recanati (MC)            |                     |
| A.S. San Crispino         | Porto Sant'Elpidio (AP)  |                     |
| S.S. Settempeda           | San Severino Marche (MC) |                     |

### Classifica finale
|  | Pos. | Squadra      | Pt | G  | V | N | P | GF | GS | DR |
|  | ---- | ------------ | -- | -- | - | - | - | -- | -- | -- |
|  | 1.   | San Crispino | ?? | 26 |   |   |   |    |    |    |
|  | 2.   | ???          | ?? | 26 |   |   |   |    |    |    |
|  | 3.   | ???          | ?? | 26 |   |   |   |    |    |    |
|  | 4.   | ???          | ?? | 26 |   |   |   |    |    |    |
|  | 5.   | ???          | ?? | 26 |   |   |   |    |    |    |
|  | 6.   | ???          | ?? | 26 |   |   |   |    |    |    |
|  | 7.   | ???          | ?? | 26 |   |   |   |    |    |    |
|  | 8.   | ???          | ?? | 26 |   |   |   |    |    |    |
|  | 9.   | ???          | ?? | 26 |   |   |   |    |    |    |
|  | 10.  | ???          | ?? | 26 |   |   |   |    |    |    |
|  | 11.  | ???          | ?? | 26 |   |   |   |    |    |    |
|  | 12.  | ???          | ?? | 26 |   |   |   |    |    |    |
|  | 13.  | ???          | ?? | 26 |   |   |   |    |    |    |
|  | 14.  | ???          | ?? | 26 |   |   |   |    |    |    |

Legenda:
      Ammesso alle finali regionali.
      Retrocesso in Seconda Categoria.
Regolamento:
Due punti a vittoria, uno a pareggio, zero a sconfitta.

## Finali regionali
- Il San Crispino è Campione Regionale di Prima Categoria dopo spareggio con l'Urbino e promosso in Serie D.

## Verdetti finali
- Il San Crispino è Campione Regionale di Prima Categoria e promosso in Serie D.